# Hoplia aurantiaca
Hoplia aurantiaca är en skalbaggsart som beskrevs av Waterhouse 1877. Hoplia aurantiaca ingår i släktet Hoplia och familjen Melolonthidae. Inga underarter finns listade i Catalogue of Life.